# پال ردفورد
پال ردفورد (به انگلیسی: Paul Redford) بازیگر تئاتر، فیلم‌نامه‌نویس و تهیه‌کننده تلویزیونی کانادایی‌تبار اهل ایالات متحده آمریکا است.
از فیلم‌ها یا مجموعه‌های تلویزیونی که وی در آن‌ها نقش داشته‌است می‌توان به خانم وزیر، جورنی‌من، ندای دل، بال غربی، یگان، بازمانده برگزیده، عشق بزرگ و اتاق خبر اشاره نمود.